# Oleg Kalugin
Oleg Danílovich Kalugin o Kaluguin (ruso: Олег Данилович Калугин) (San Petersburgo, Unión Soviética, 6 de septiembre de 1934) es un exgeneral del Comité de Seguridad del Estado Soviético (KGB). Durante un largo tiempo fue la cabeza de las operaciones del KGB en los Estados Unidos (primeramente actuando bajo la fachada de ser parte del personal de la embajada de la URSS en Washington) para terminar por convertirse en un crítico de la agencia de inteligencia.

## Primeros años de carrera y su vinculación al KGB
Nacido en la antigua ciudad de Leningrado (actual San Petersburgo) e hijo de un oficial del NKVD, Kalugin asistió a la Universidad de Leningrado y posteriormente fue reclutado por el KGB, bajo la égida del Primer Directorio (rama de la Inteligencia Exterior).
Después de su formación y entrenamiento, en 1958 fue enviado a los Estados Unidos, donde se matriculó como estudiante de periodismo en la Universidad de Columbia, mediante una prestigiosa beca Fulbright, junto a Aleksandr Yákovlev. Esto ya de por sí es toda una definición respecto del por entonces joven Kalugin: el tradicionalmente cerrado régimen soviético no permitía a cualquiera ir a estudiar y prepararse a los EE. UU., sino más bien solo a sus hombres más fieles y prometedores.
Continuó ejerciendo como periodista durante varios años, finalmente sirviendo de corresponsal de Radio Moscú ante las Naciones Unidas. En 1965 -después de haber pasado cinco años en Nueva York- regresó a Moscú para trabajar bajo la cobertura de ser oficial de prensa en el Ministerio Soviético de Relaciones Exteriores. Kalugin fue entonces asignado a Washington D. C., bajo la cubierta de secretario de prensa adjunto de la embajada soviética. En realidad, era un espía residente (en ruso transliterado rezident) que actuaba bajo cobertura diplomática.
Rápidamente elevándose entre las filas, se convirtió en uno de los mejores oficiales del KGB, entre los que operaban bajo la fachada (o el "paraguas") de la embajada soviética en Washington, lo que fue fundamental para permitir que fuese ascendido a general en 1974, a los solo 40 años de edad, pasando a ser el más joven miembro de ese organismo en haber alcanzado ese alto rango. Luego regresó a la sede central del KGB, para convertirse en cabeza de la contrainteligencia extranjera o la "Rama K" del denominado Primer Directorio del KGB. Durante este tiempo, Kalugin recibió altos honores por el "asesinato del paraguas" del que había sido víctima en Londres el escritor y disidente búlgaro exiliado Georgi Markov, aparentemente ordenado por el entonces jefe del KGB Yuri Andrópov, a partir de una petición del líder comunista búlgaro Todor Zhivkov.

## Posteriores críticas al KGB
No obstante, en 1980 Kalugin fue degradado a vicejefe de la oficina del KGB en Leningrado, como resultado de una intriga iniciada por Vladímir Kryuchkov, el cual era en ese momento un estrecho confidente del líder de ese organismo (y posterior premier soviético) Yuri Andrópov, a quien Kalugin había criticado en privado.
Kalugin fue acusado de que un agente que él había reclutado veinte años antes era en realidad un espía (agente doble) estadounidense y que, por lo tanto, Kalugin mismo representaba un riesgo para la seguridad soviética, pasando a ser sospechoso de trabajar para la CIA; no obstante, no había ninguna prueba concreta de que esto fuese así.
Vladímir Kryuchkov, jefe del KGB y uno de los orquestadores del intento de golpe de Estado de 1991 en la ya para entonces moribunda URSS, habría dicho que mientras que bajo su mandato no se había podido descubrir a ningún espía estadounidense, el aparentemente afecto a las conspiraciones de su sucesor quien alegaba haber descubierto más de doce de ellos. Por su parte, el ex topo de la CIA Karl Koecher llegaría a afirmar, aunque sin aportar ninguna prueba concreta, que Kalugin había sido el responsable de su detención final.
Las acusaciones sin fundamento no le impidieron criticar las políticas y métodos de la agencia, quejándose por el hecho de que el KGB estaba "haciendo la vista gorda" frente a la corrupción que estaba teniendo lugar en la nomenklatura (dirigencia político-económica) soviética, mientras se dedicaba a reprimir a los disidentes y a "aterrorizar" a la gente común.
Su crítica pública cada vez más desenfrenada (enmarcada y amparada en la política de glásnost lanzada por Mijaíl Gorbachov), lo llevó a ser desplazado de varios puestos jerárquicos, primero entre los oficiales superiores del KGB, luego de la Academia de Ciencias de Rusia en 1987 y finalmente del ministerio de Electrónica (sic) en 1988. Su carrera dentro del organismo de seguridad soviético terminaría con su retiro forzado, el 26 de febrero de 1990.
Mientras la URSS aún estaba sufriendo los tumultuosos cambios provocados por las políticas liberalizantes lanzadas por Mijaíl Gorbachov en 1986, Kalugin agudizó su crítica al KGB, denunciando que el organismo soviético de seguridad todavía era una policía política "estalinista" en el frente interno, aunque sin embargo nunca criticó la actividad de espionaje de aquella en el extranjero.
Y, a pesar de la oposición de un KGB ahora hostil a él, en septiembre de 1990 terminaría siendo electo al Soviet Supremo, en representación de la sureña y populosa región de Krasnodar.
En 1990, Gorbachov firmó un decreto mediante el cual despojaba a Kalugin de su rango, sus condecoraciones y, tal vez lo más importante, de su pensión. No obstante, en agosto de 1991, Gorbachov le reintegró a Kalugin las tres cosas que le había quitado tan solo un año antes. Esto tal vez estaba motivado en que, en ese momento, le era conveniente al líder soviético tener de su lado a individuos reformistas como Kalugin, justo en tiempos del intento de golpe de Estado llevado a cabo por la "vieja guardia" del Partido Comunista y por los miembros más "conservadores" y "reaccionarios" del cada vez más debilitado KGB.

## La lucha contra el intento de golpe de Estado soviético
Kalugin se convirtió en un firme defensor de Borís Yeltsin, el presidente de la RSFSR, y posteriormente, de la Rusia poscomunista e independiente.
Durante el finalmente abortado intento de golpe de Estado en la Unión Soviética, en agosto de 1991, dirigió a la multitud a la legislatura rusa (conocida como Biely Dom, "Casa Blanca"), centro de la resistencia antigolpista, e incluso indujo a que Yeltsin se dirigiese a las masas. Después de la frustrada intentona golpista, se convirtió en un asesor no remunerado de la nueva cabeza del debilitado KGB, Vadim Bakatin. Si bien Bakatin tuvo éxito en desmantelar el viejo aparato de seguridad, no tuvo tiempo suficiente para realizar reformas de fondo, para cuando fue despedido en noviembre de 1991. Para ese entonces, ya las repúblicas bálticas de Estonia. Letonia y Lituania habían declarado su independencia, en un anticipo del trágico desmembramiento que muy pronto sufriría el resto de la propia URSS.
El cada vez más verborrágico Kalugin llegaría a decir a la prensa que en el futuro el KGB ya no tendría funciones políticas, ni ningún laboratorio secreto que fabricase venenos y armas secretas.

## Su exilio final en los Estados Unidos
Según Kalugin, él nunca traicionó a ningún agente soviético, excepto a aquellos que ya eran conocidos por la inteligencia occidental (es decir, básicamente por la Agencia Central de Inteligencia estadounidense y por el MI6 británico). Asimismo, en su momento criticó a los desertores del KGB como el coronel Oleg Gordievski, llamándolos "traidores". Sin embargo, con lo que él considera el regreso al poder de "viejos elementos del KGB", en particular, Vladímir Putin, Kalugin otra vez sería acusado de haber cometido traición. En 1995 aceptó un puesto en la Universidad Católica de América y ha permanecido residiendo en los Estados Unidos desde entonces.
Instalado en Washington D. C., escribió un libro sobre sus actividades durante la Guerra Fría, titulado The First Directorate: My 32 years in intelligence and espionage against the West ("El Primer Directorio: Mis 32 años de inteligencia y espionaje contra Occidente"). También colaboró con el exdirector de la CIA William Colby y con la empresa Activision para producir Spycraft: The great game, un juego de video sobre espías lanzado en CD-ROM en 1996. Asimismo, ha aparecido con frecuencia en los medios de comunicación, y ha dado conferencias en varias universidades del país.
Finalmente se convertiría en un ciudadano naturalizado de los Estados Unidos el 4 de agosto de 2003. Esta movida en gran parte se debía a que en 2002 había sido juzgado en ausencia en Rusia, bajo el cargo de haber espiado para Occidente. Allí terminaría siendo sentenciado a cumplir una pena de 15 años de prisión. No obstante, como suele suceder en estos casos, el gobierno estadounidense se negó a extraditarlo.
Kalugin actualmente trabaja para el CI Centre, una firma de consultoría y contrainteligencia ubicada en el área de la ciudad de Washington. También es "director consejero" del International Spy Museum, situado en la capital estadounidense.
Sigue siendo un crítico del presidente Vladímir Putin, a quien suele denominar como un "criminal de guerra".

## Escritos de Oleg Kalugin
- Oleg Kalugin y Fen Montaigne, The First Directorate: My 32 years in intelligence and espionage against the West ("El Primer Directorio: Mis 32 años de inteligencia y espionaje contra Occidente", St. Martins Press, 1994, 374 páginas, ISBN 0-312-11426-5.
- Oleg Kalugin y Fen Montaigne Spymaster: The highest-ranking KGB officer ever to break his silence ("Maestro de espías: el más alto oficial del KGB en romper su silencio"), Blake Publishing Ltd., 1995, ISBN 1-85685-101-X.
- Oleg Kalugin, Window of opportunity: Russia's role in the coalition against terror ("Una ventana de oportunidad: el papel de Rusia en la coalición contra el terror"), Harvard International Review, 22 de septiembre de 2002, vol. 24, número 3, página 56.